# NGC 239
NGC 239 este o galaxie spirală situată în constelația Balena. A fost descoperită în anul 1886 de către Francis Leavenworth. De asemenea, a fost observată încă o dată de către Ormond Stone și încă o dată de către Max Wolf.